# Château de Lassay (Sarthe)
Cet article possède des paronymes, voir Château de l'Assay et Lassay-les-Châteaux.
Pour les articles homonymes, voir Château de Lassay (homonymes).
Le château de Lassay est un édifice situé sur la commune de Saint-Michel-de-Chavaignes dans la province historique du Maine, en France.

## Situation
Le château se situe à 1,2 km au nord-nord-ouest du bourg de Saint-Michel-de-Chavaignes, dans l'actuel département de la Sarthe.

## Historique
La première mention de cette place forte remonte au XIIIe siècle. Cette seigneurie s'est constituée au début du XVIe siècle par la réunion de quatre domaines :
- La seigneurie Saint-Michel qui était la propriété d'une famille éponyme au XIIe siècle. En 1222 un certain René de Saint-Michel assiste aux obsèques du sénéchal Guillaume des Roches à l'abbaye de Bonlieu.
- La seigneurie de Passavant, qui ne comporte qu'un ensemble de droits et rentes sans domaine foncier exception faite de la Passavandière.
- La seigneurie de Lassay, qui dépendait à l'origine de Passavant, dont le seigneur est Gervais de Lacey au début du XIVe siècle. Elle relevait du marquisat de Vibraye.
- La seigneurie de l'abbaye du Gué, composée d'un ensemble de terres qui furent données à l'abbé de l'abbaye de l'Épau, qui les rétrocèdent à Lassay moyennant une rente perpétuelle[1].

C'est au cours des XVe et XVIe siècles que ces  quatre seigneuries furent réunies par des achats successifs des familles de La Raite, Nocé, Picart.
En 1779, la seigneurie est estimée à une surface de 580 hectares. Elle possède le droit de haute, moyenne et basse justice évoquée par le nom des tours du château, les droits banaux, de poids et de mesures.

## Architecture
Ensemble de bâtiments, logis et communs construits sur des douves en eau, qu'alimente la Nogue, avec des vestiges  de fortifications de la fin du XVe siècle, début XVIe siècle. La courtine est surmontée d'un chemin de ronde avec aux angles, deux tours rondes portant les noms de Justice et Audience, et une carrée comportant un toit en pavillon, avec une chapelle construite sur la courtine Est, que protégeait l'ancien étang. 

### Chapelle
Elle fut transformée et agrandie en atelier par le couple de sculpteurs Bertaux en 1897, éclairée par une grande baie néo-gothique. Des vitraux du XIXe siècle furent mis en place après 2001.

### Logis
Le logis actuel fut reconstruit au XVIIIe siècle, les armoiries des Lonlay effacées sous la Révolution furent restaurées au XXIe siècle. La charpente entièrement restaurée en 2007.

### Communs
- La basse-cour comprend un petit colombier dit ici une fuie, possédant cinq cents trous de boulins à moitié en ruines, restaurés par les Dusonchet.
- Une ferme et un moulin à deux roues sur le ruisseau de La Nogue qui furent revendus en 1911.
- Pavillon de chasse.

## Seigneurs et propriétaires successifs
- Gervais de Lacey (XIVe siècle)
- La Raite (XVe siècle)
- Nocé
- Picart
- Riveau de Beauveau Sg en 1694 de  Lassay et de Saint-Michel. Armoiries : « de gueules à la fasce d'argent  »
- Rouillé de Beauchamps ou Rouillet, Sg de Beauchamps à Villaines, de Lassay et de Saint-Michel. Armoiries : « ...  »
- Lonlay, parent et héritier pour un onzième de l'abbé Rouillé de Beauchamps qui acheta les parts à ses cohéritiers. Armoiries : 
« d'azur, à trois porcs-épics de sable, à la fleur de lis en cœur ». Monsieur François-René Julien de Lonlay, Sg de Saint-Michel et de Lassay a assisté à l'assemblée de la noblesse du Maine en 1789.
- Mr de Crochard, époux de Melle de Lonlay l'aînée
- Mr Beauvais de Saint-Paul, époux de Mlle Lonlay la jeune, chansonnier, auteur d'une histoire de la ville de Montdoubleau, qui démembre la terre de Lassay en 1822.
- Léon Bertaux jusqu'à sa mort en 1915, et son épouse Hélène Bertaux de 1897 à 1909. Les héritiers vendent à : ...
- Ernest-Louis Legros (magistrat à Bar-le-Duc) et Victor-Léon Legros (médecin au Mans) de 1915 à ...
- Thierry et Sandrine Dusonchet depuis 2001. Ils reçurent en 2008 le prix  Belles demeures de France pour l'ensemble de leurs travaux de restauration.